# Yamané (Pâ)
Pour les articles homonymes, voir Yamané.
Ne doit pas être confondu avec Yamana.
Yamané est un village du département et la commune rurale de Pâ, situé dans la province des Balé et la région de la Boucle du Mouhoun au Burkina Faso.

## Démographie
| 2003  | 2006  | 2012 |
| ----- | ----- | ---- |
| 1 820 | 2 000 | -    |

En 2006, sur les 2 000 habitants du village – regroupés en 324 ménages – 54,10 % étaient des femmes, 48 % avaient moins de 14 ans, 49 % entre 15 et 64 ans et environ 1 % plus de 65 ans.

## Santé et éducation
Le centre de soins le plus proche de Yamané est le centre de santé et de promotion sociale (CSPS) de Pâ tandis que le centre médical avec antenne chirurgicale (CMA) de la province se trouve à Boromo.